# Raja Casablanca
Raja Casablanca (arab. الرجاء البيضاوي الرياضي) – marokański klub sportowy, mający siedzibę w mieście Casablanca, największym mieście kraju. Zespół piłkarski gra obecnie w pierwszej lidze.

## Historia
Klub został założony w 1949 roku przez grupę artystów zwanych „FATH”. Francuskie władze zablokowały zatrudnienie marokańskiego prezesa, a nowym został Algierczyk z francuskim paszportem Benabadji. Następnie Raja zarządzana była przez marokańskich nacjonalistów walczących o niepodległość kraju.
Swój pierwszy sezon klub rozpoczął w 1949 roku tuż po utworzeniu i wystąpił w „Division d’Honneur”, najniższej klasie rozgrywkowej w Maroku, a rok później awansował do drugiej ligi. W niej wygrał wszystkie mecze i już w 1951 roku występował na szczeblu pierwszoligowym, gdzie gra do dziś. Sukces ten Raja odniosła pod wodzą trenera Kacema Kassimiego.
Swój pierwszy sukces w profesjonalnej piłce Raja osiągnęła w 1974 roku, kiedy wygrała Puchar Maroka. Natomiast w 1988 roku wywalczyła swój pierwszy tytuł mistrzowski. Rok później awansowała do finału Pucharu Mistrzów, a w nim okazała się lepsza od algierskiego MC Oran (0:1, 1:0, karne 4:2). Puchar ten zdobywała jeszcze dwukrotnie, kiedy rozgrywki zwane już były Ligą Mistrzów. W 1997 roku pokonała w finale Obuasi Goldfields z Ghany (0:1, 1:0, karne 5:4), a w 1999 tunezyjski Espérance Tunis (0:0, 0:0, karne 4:3). W 2000 roku wzięła udział w Klubowym Pucharze Świata, rozegranym w Brazylii.

## Sukcesy
- 1. liga (12x)
  - mistrzostwo: 1988, 1996, 1997, 1998, 1999, 2000, 2001, 2004, 2009, 2011, 2013, 2020
- Puchar Maroka (8x)
  - zwycięstwo: 1974, 1977, 1982, 1996, 2002, 2005, 2012, 2017
- Klubowe Mistrzostwa Świata
  - zwycięstwo:
  - finalista: 2013
- Afrykański Puchar Mistrzów (3x)
  - zwycięstwo: 1989, 1997, 1999
  - finalista: 2002
- Puchar CAF (1x)
  - zwycięstwo: 2003, 2018
- Arabska Liga Mistrzów (1x)
  - zwycięstwo: 2006
  - finalista: 1996
- Arabski Puchar Zdobywców Pucharów
  - zwycięstwo: 1995
- Superpuchar Afryki (1x)
  - zwycięstwo: 1999, 2019
  - finalista: 1997
- Puchar Afro-Azjatycki (1x)
  - zwycięstwo: 1999